# Пак Джин
Пак Джин (кор. 朴晉, 박진, МФА: [Park Jin]; 25 серпня 1560 — березень 1597) — корейський військовий діяч династії Чосон.
Командувач Kyungsang, Jeonra Мер Сунчен щільності гарнізону. Загинув під час оборони Пусана в ході японсько-корейської війни. Прізвисько — Мен Бо, Мен бу, Йео Хой, посмертне ім'я — Ui-Ель.